# Karim Ziani
Karim Ziani (arab. كريم زياني, ur. 17 sierpnia 1982 w Sèvres) – piłkarz algierski grający na pozycji ofensywnego pomocnika. Posiada także obywatelstwo francuskie.

## Kariera klubowa
Ojciec Zianiego pochodzi z Kabylii w Algierii, a matka jest Francuzką. Karim natomiast urodził się już we Francji, w mieście Sèvres. Piłkarską karierę rozpoczął w klubie RCF Paris, ale dość szybko został zauważony przez skautów Troyes AC. W Ligue 1 zadebiutował 8 grudnia 2001 roku w przegranym 0:2 spotkaniu z Bastią. W wyjściowym składzie Troyes zaczął grać w sezonie 2002/2003, ale drużyna z Szampanii spadła z ligi. Sezon 2003/2004 spędził grając w Ligue 2. Na początku sezonu 2004/2005 przeszedł do innego drugoligowca, FC Lorient. Tam stał się jednym z najlepszych zawodników klubu, a w 2006 roku świętował awans do Ligue 1.
Latem 2006 Ziani przeszedł za 2 miliony euro do FC Sochaux-Montbéliard. W barwach tego klubu zadebiutował 5 sierpnia w wygranym 2:1 wyjazdowym meczu z AS Saint-Étienne i w debiucie zdobył zwycięskiego gola. Dobrze zagrał też w meczu 4. kolejki, gdy uzyskał 2 bramki w spotkaniu przeciw Paris Saint-Germain (3:2). Ogółem w całym sezonie aż 8 razy pokonywał bramkarzy rywali i był wraz z Brazylijczykiem Álvaro Santosem najlepszym strzelcem zespołu. Z Sochaux zajął 7. miejsce w lidze, a także wywalczył Puchar Francji, dzięki zwycięstwu po serii rzutów karnych z Olympique Marsylia.
Latem 2007 roku Zianim interesowały się silniejsze francuskie kluby. Ostatecznie podpisał on kontrakt z Olympique Marsylia, które zapłaciło za niego 8 milionów euro. W zespole z Lazurowego Wybrzeża miał zastąpić Francka Ribéry. W Olympique zadebiutował 4 sierpnia 2007 w zremisowanym 0:0 wyjazdowym spotkaniu z RC Strasbourg. W Olympique grał przez 2 sezony.
W 2009 roku Ziani zmienił klub na VfL Wolfsburg. W Bundeslidze zadebiutował 7 sierpnia 2009 w wygranym 2:0 domowym meczu z VfB Stuttgart.
W 2011 roku Ziani został wypożyczony do Kayserisporu, w którym po raz pierwszy wystąpił 24 stycznia 2011 w meczu z İstanbul Büyükşehir Belediyespor (3:2).
Latem 2011 Ziani przeszedł do katarskiego El Jaish SC. Następnie grał w Al-Arabi SC, Ajman Club, Al-Fujairah SC i Petrolul Ploeszti. W 2016 przeszedł do US Orléans.
| Sezon   | Klub                   | Kraj                         | Rozgrywki  | Mecze | Bramki |
| ------- | ---------------------- | ---------------------------- | ---------- | ----- | ------ |
| 2001/02 | Troyes AC              | Francja                      | Ligue 1    | 8     | 0      |
| 2002/03 | Troyes AC              | Francja                      | Ligue 1    | 24    | 0      |
| 2003/04 | Troyes AC              | Francja                      | Ligue 2    | 28    | 1      |
| 2004/05 | Troyes AC              | Francja                      | Ligue 2    | 3     | 0      |
| 2004/05 | FC Lorient             | Francja                      | Ligue 2    | 24    | 1      |
| 2005/06 | FC Lorient             | Francja                      | Ligue 2    | 37    | 7      |
| 2006/07 | FC Sochaux-Montbéliard | Francja                      | Ligue 1    | 36    | 8      |
| 2007/08 | Olympique Marsylia     | Francja                      | Ligue 1    | 21    | 1      |
| 2008/09 | Olympique Marsylia     | Francja                      | Ligue 1    | 28    | 3      |
| 2009/10 | VfL Wolfsburg          | Niemcy                       | Bundesliga | 10    | 0      |
| 2010/11 | VfL Wolfsburg          | Niemcy                       | Bundesliga | 5     | 0      |
| 2010/11 | Kayserispor            | Turcja                       | Süper Lig  | 13    | 0      |
| 2011/12 | El Jaish SC            | Katar                        | Q-League   | 22    | 0      |
| 2012/13 | El Jaish SC            | Katar                        | Q-League   | 18    | 1      |
| 2013/14 | Al-Arabi SC            | Katar                        | Q-League   | 23    | 3      |
| 2014/15 | Ajman Club             | Zjednoczone Emiraty Arabskie | UAE League | 3     | 0      |
| 2014/15 | Al-Fujairah SC         | Zjednoczone Emiraty Arabskie | UAE League | 11    | 0      |
| 2015/16 | Petrolul Ploeszti      | Rumunia                      | Liga I     | 14    | 0      |
| 2016/17 | US Orléans             | Francja                      | Ligue 2    | 32    | 3      |
| 2017/18 | US Orléans             | Francja                      | Ligue 2    | 28    | 5      |

## Kariera reprezentacyjna
W reprezentacji Algierii Ziani zadebiutował 12 lutego 2003 roku w przegranym 1:3 towarzyskim meczu z Belgią. W 2004 roku był członkiem kadry na Puchar Narodów Afryki 2004. Był tam podstawowym zawodnikiem Algierii, zajął z nią drugie miejsce w grupie, ale odpadł w 1/8 finału po porażce 1:3 z Marokiem. Został uznany najlepszym ofensywnym pomocnikiem tego turnieju. W 2010 roku wystąpił w Pucharze Narodów Afryki 2010 oraz na Mistrzostwach Świata w RPA.